# Operación Matienzo

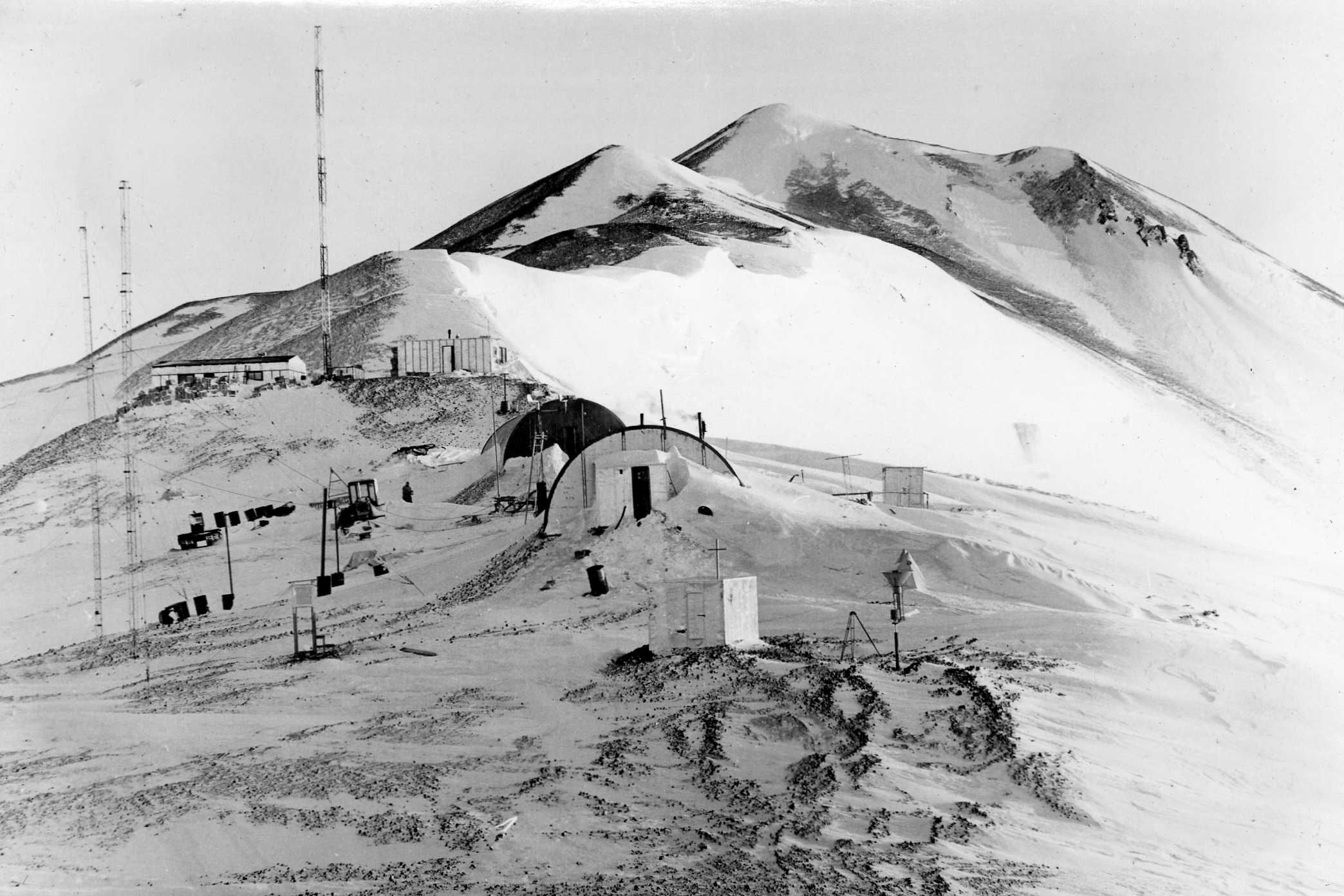
Base Matienzo en 1962.

Operación Matienzo es el nombre que recibió una operación científica de Argentina llevada a cabo entre el 6 y el 8 de febrero de 1965. Consistió en medir la radiación cósmica mediante el lanzamiento de 3 cohetes en la Base Matienzo en la Antártida y de otros 3 en el CELPA 1 de Chamical en la provincia de La Rioja, distantes 3950 km entre sí, y lanzados en simultáneo. 
Fue planificada por el Instituto de Investigaciones Aeronáuticas y Espaciales (IIAE) de la Comisión Nacional de Investigaciones Espaciales, dependiente de la Fuerza Aérea Argentina. Su objetivo era medir la radiación cósmica mediante el lanzamiento de cohetes meteorológicos Gamma Centauro. Los lanzamientos se llevaron a cabo entre esas distancias con un avión Douglas C-47 con esquíes, tanques de combustibles especiales en el fuselaje y el agregado de potencia adicional mediante una turbina Astazou instalada en la cola del mismo. La experiencia se concretó entre el 6 y 8 de febrero y convirtió a Argentina en la tercera nación en realizar una medición de radiación cósmica, detrás de EE. UU. y la URSS.

## Conclusión
Luego del éxito de la operación, se dejó inaugurado el Centro de Experimentación y Lanzamiento de Proyectiles Autopropulsados Chamical. Años más tarde se inauguró una base de lanzamientos semipermanente en la Base Vicecomodoro Marambio.